# 桑迪·皮特森
卡尔·桑福德·约斯林·“桑迪”·皮特森（Carl Sanford Joslyn "Sandy" Petersen，1955年9月16日—），是一名美國游戏设计师。

## 生平
他出生在美国密苏里州的圣路易斯，毕业于伯克利加利福尼亚大学，主修动物学。
他也是一个众人皆知的洛夫克拉夫特的支持者，他小时候在父亲的图书馆里面找到了一本军供版的《敦威治恐怖事件》，从此对于它的热爱一发不可收拾。1974年，一个名叫《龙与地下城》的角色扮演游戏吸引了他的注意，隨後進入混沌元素工作。出於對洛夫克拉夫特的興趣，他在混沌元素開發了《克苏鲁的呼唤》。
之后他在Microprose公司工作了一段时间，在1989年到1992年三年时间内，他开发了数款游戏：Darklands、Hyperspeed、Lightspeed、Sid Meier's Pirates！和Sword of the Samurai。对于文明这款游戏他也出了自己的一份力。
在看到德军总部3D后，皮特森决定加入id Software。他于1993年12月被招入id公司，那个时候离毁灭战士的发行只有不到10个星期了，在这段时间内，他总共制作了19个关卡（有八个是从汤姆·霍尔的底稿开始的）。毁灭战士II中总共有17个由他制作的关卡。雷神之锤中也有7个。由于洛夫克拉夫特对他影响太大了，所以他常常在游戏中设计这个类型的恶魔。
皮特森1997年6月离开了id公司，加盟了全效工作室。在那里，他作为游戏设计师制作了帝国时代系列游戏的三个版本。
2015年6月，他和格里格·斯塔福德一起宣佈重返混沌元素。

## 理論
皮特森是一个摩门教徒。但是他的宗教信仰并未影响他在游戏中设计有关撒但一类的元素。当制作毁灭战士的时候，他曾经对约翰·罗梅洛说过：“我不在乎游戏中的这些恶魔什么的，他们只是卡通形象罢了。而且，他们都是坏家伙。”